# Maskinhandler
En maskinhandler er en virksomhed, som hovedsageligt beskæftiger sig med salg af nye eller brugte maskiner. I den forbindelse har de ofte service, reparation og/eller udlejning/leasing. Virksomheden har ofte værksted, butik eller andet udstillingsareal. Vareomsætningen udgør normalt hovedparten af forretningen – mens service og reparation udgør en mindre del. 
Definitionen stammer fra maskinhandlernes arbejdsgiverforening, der også oplyser at virksomhederne ofte sælger en række øvrige brancherelaterede produkter – såvel mindre "tag-med" produkter i butikken eller større produkter som sælges på linje med de egentlige maskiner i forbindelse med kundebesøg.
Maskinhandlerne opdeles i 4 hovedgrupper: Landbrugsmaskiner, Industrimaskiner, Skovbrugsmaskiner og have-park maskiner, men der sælges naturligvis maskiner til en lang række andre formål – f.eks. entreprenørmaskiner, gartnerimaskiner, fødevaremaskiner osv.
De fleste maskinhandlere er medlem af arbejdsgiverforeningen DS Håndværk & Industri.